# Musée archéologique national de Castiglioncello
Le Musée archéologique national de Castiglioncello (en italien Museo archeologico nazionale di Castiglioncello) est situé dans le hameau de Castiglioncello, une frazione de la commune de Rosignano Marittimo, province de Livourne, en Toscane .
Depuis décembre 2014, le ministère des Biens et des Activités culturelles le gère par l'intermédiaire du Centre des musées de Toscane, devenu en décembre 2019 la Direction régionale des musées.

## Historique
Fondé en 1914 par Luigi Adriano Milani (it), le musée de Castiglioncello était un exemple pionnier de musée décentralisé, où convergeaient les découvertes d'une nécropole étrusque du IVe – Ier siècle av. J.-C., découvertes lors de travaux d'urbanisation entre 1903 et 1911.
Selon la mode éclectique de l'époque, le musée a reçu une apparence architecturale qui rappelle son contenu, en s'inspirant des formes des petits temples des urnes étrusques et en choisissant un site suggestif au sommet d'une colline immergée dans le maquis méditerranéen, avec une large vue sur la mer (aujourd'hui cependant recouverte de végétation).
Négligé, le musée connut un lent déclin jusqu'en 1972, date à laquelle il fut fermé et sa collection transférée au Musée Archéologique National de Florence.

### Réouverture
Avec une attention renouvelée portée au territoire, le musée a été restauré, réaménagé et rouvert en 2011.

## Galerie

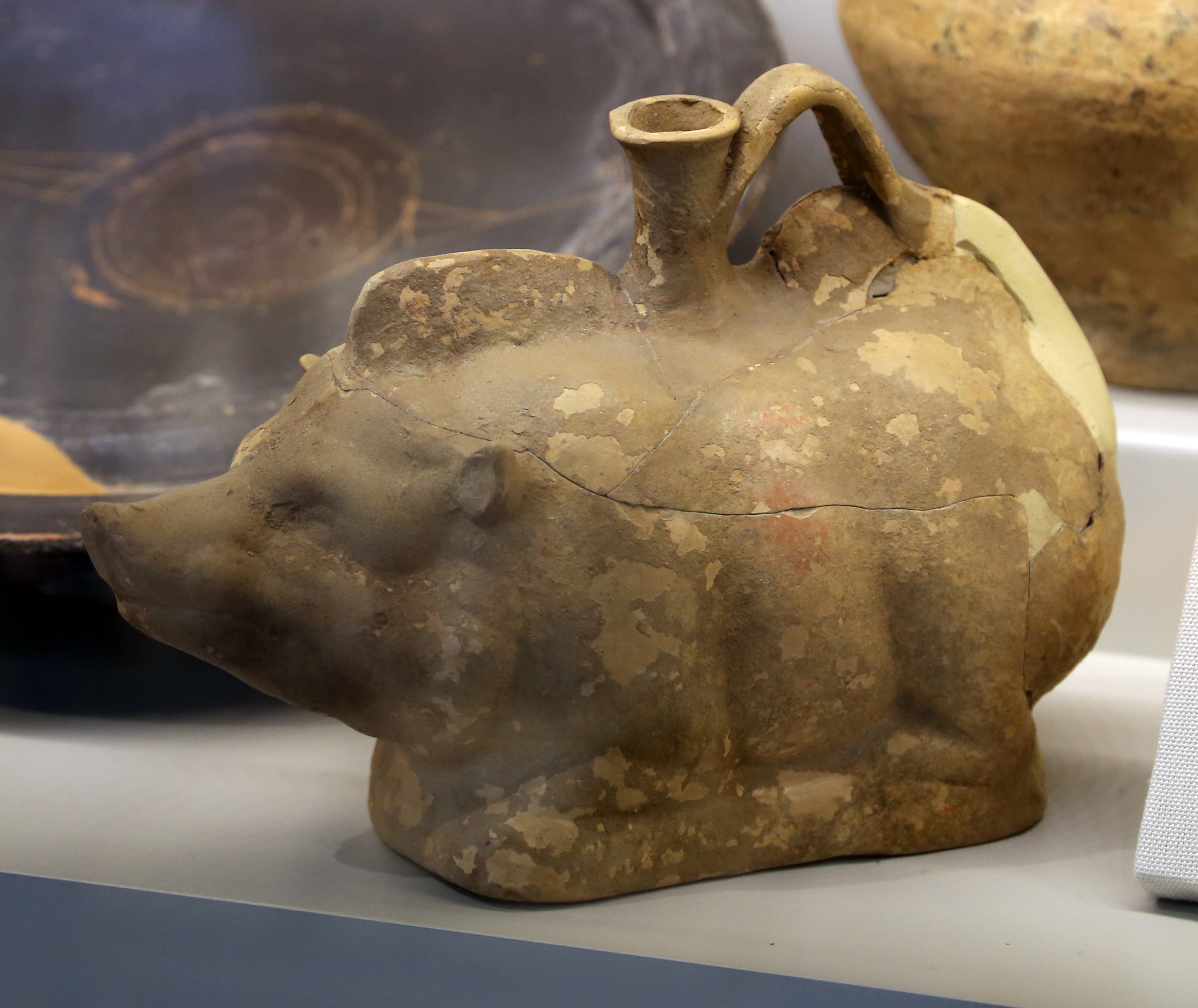
Askos
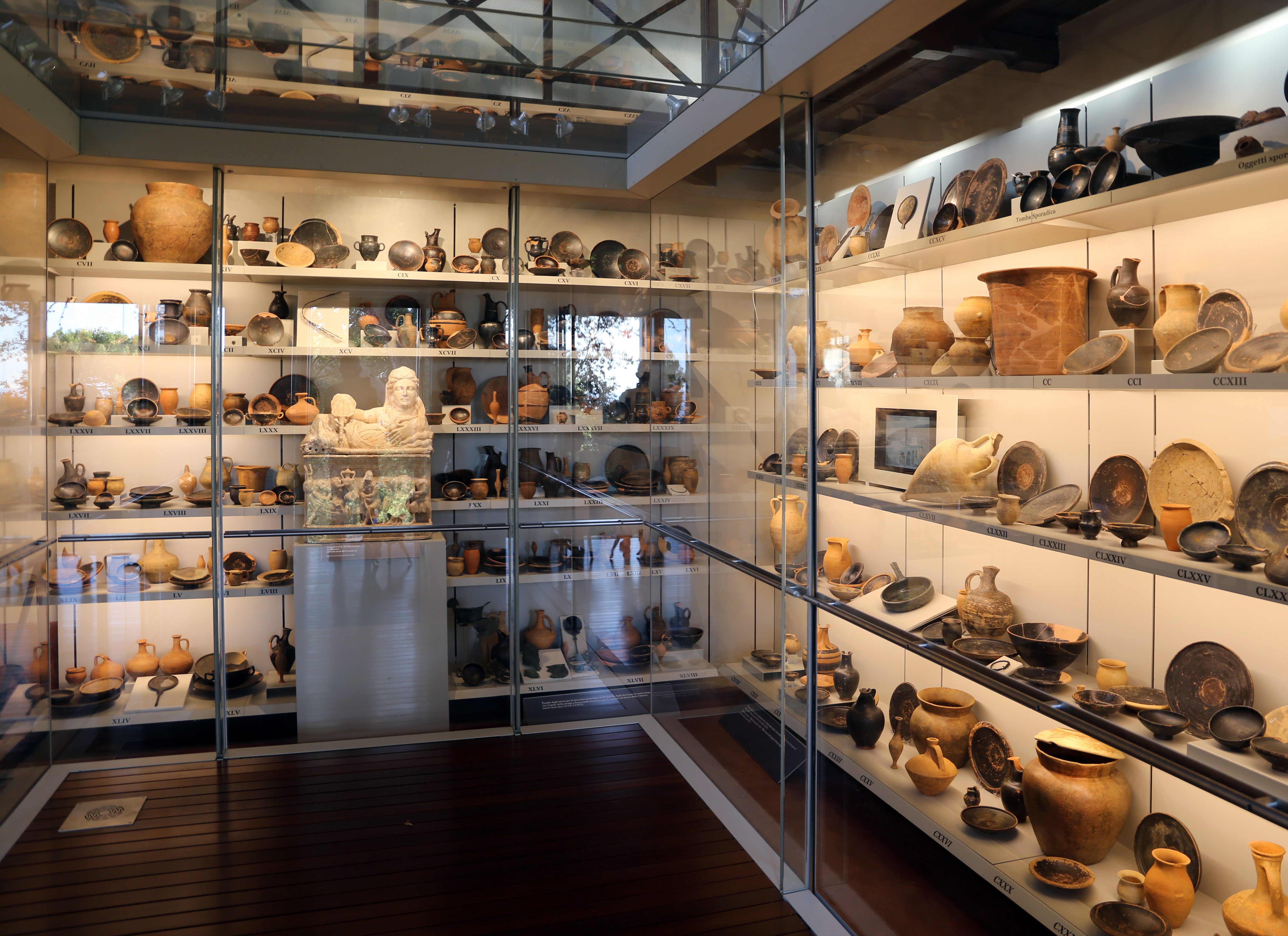
Vitrines
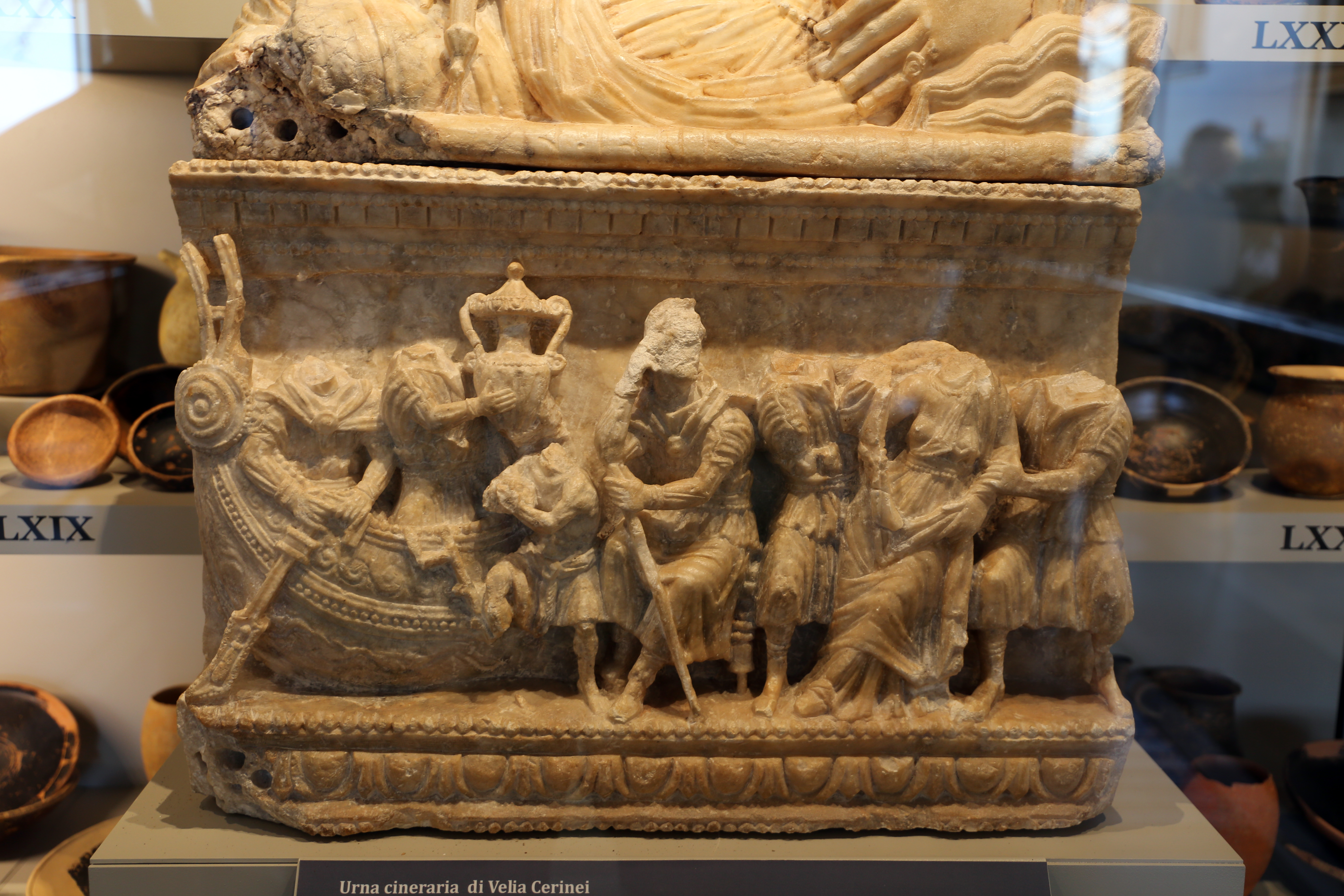
Urne cinéraire
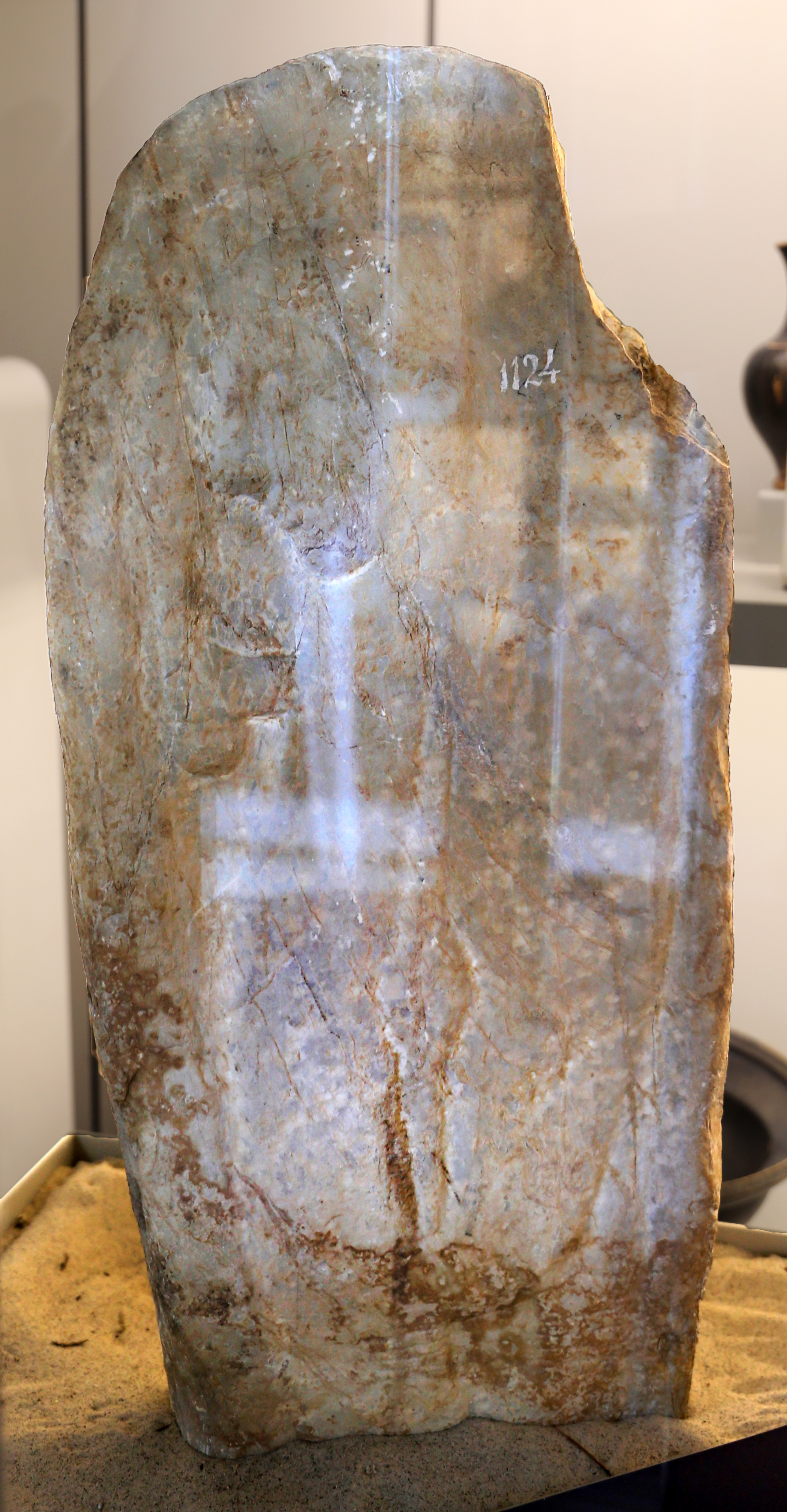
Stéle funeraire